# La Villeneuve (Creuse)
La Villeneuve è un comune francese di 82 abitanti situato nel dipartimento della Creuse nella regione della Nuova Aquitania.

## Società

### Evoluzione demografica
Abitanti censiti